# Pycnandra blaffartii
Pycnandra blaffartii är en tvåhjärtbladig växtart som beskrevs av Swenson och Jérôme Munzinger. Pycnandra blaffartii ingår i släktet Pycnandra och familjen Sapotaceae. Inga underarter finns listade i Catalogue of Life.